# Tricotare

Tricotare manuală

Tricotarea este o metodă prin care firele textile sunt folosite pentru a crea un material textil numit tricot, care este folosit în multe tipuri de articole de îmbrăcăminte. Tricotarea se poate face manual sau cu mașini de tricotaj.